# Programmé pour tuer
Pour plus de détails, voir Fiche technique et Distribution.
Programmé pour tuer, ou Virtuosité au Québec (titre original : Virtuosity) est un film américain réalisé par Brett Leonard, sorti en 1995.

## Synopsis
Le lieutenant de police Parker Barnes a jadis échoué à sauver sa femme et sa fille des griffes de Matthew Grimes, un terroriste qui avait placé un piège explosif à l'entrée de la cellule où il les détenait. Barnes a abattu Grimes, mais il a également tué de nombreuses autres personnes au cours de l'opération, dont des journalistes, et a écopé d'une lourde peine de prison.
Mais le gouvernement fait appel à lui pour tester un nouveau système d'entraînement de la police, un système de réalité virtuelle dans laquelle il doit appréhender un personnage nommé SID (Sadique, Intelligent, Dangereux) ayant hérité de la personnalité de multiples terroristes et tueurs en série, dont Matthew Grimes. Mais bientôt, le programmeur utilise la puce contenant le programme SID sur un organisme synthétique nanotechnologique : SID rejoint alors le monde réel.

## Fiche technique
- Titres français : Programmé pour tuer
- Titre québécois : Virtuosité
- Titre original : Virtuosity
- Réalisation : Brett Leonard
- Scénario : Eric Bernt
- Photographie : Gale Tattersall (en)
- Montage : Rob Kobrin et B.J. Sears
- Musique : Peter Gabriel et Christopher Young
- Directeur artistique : Gale Tattersall
- Producteur : Gary Lucchesi (en)
- Société de production : Paramount Pictures
- Société de distribution : Paramount Pictures
- Pays de production :  États-Unis
- Budget : 30 000 000 USD
- Format : 35 mm, 2,35 : 1
- Genre : Film policier, Film d'action, Film de science-fiction, Thriller
- Dates de sortie :
  - États-Unis : 4 août 1995
  - Belgique : 3 janvier 1996
  - France : 3 janvier 1996

## Distribution
- Denzel Washington (VF : Thierry Desroses ; VQ : Jean-Luc Montminy) : Parker Barnes
- Russell Crowe (VF : Joël Zaffarano ; VQ : Pierre Auger) : SID 6.7
- Kelly Lynch (VF : Catherine Le Hénan ; VQ : Linda Roy) : Madison Carter
- Stephen Spinella (VF : Éric Herson-Macarel ; VQ : Sébastien Dhavernas) : Lindenmeyer
- William Forsythe (VF : Bernard-Pierre Donnadieu ; VQ : Victor Désy) : William Cochran
- Louise Fletcher (VF : Nadine Alari ; VQ : Mireille Thibault) : Elizabeth Deane
- William Fichtner (VF : Bernard Gabay ; VQ : Charles Préfontaine) : Wallace
- Costas Mandylor (VF : Antoine Tomé) : John Donovan
- Kevin J. O'Connor (VQ : Luis de Cespedes) : Clyde Reilly
- Kaley Cuoco (VQ : Kim Jalabert) : Karin
- Christopher Murray : Matthew Grimes
- Heidi Schanz : Sheila 3.2, la femme virtuelle
- Gordon Jennison Noice : Big Red
- Mari Morrow : Linda Barnes, l'épouse de Parker
- Miracle Vincent : Christine Barnes, la fille de Parker
- Michael Buffer : Emcee, le commentateur au Stade Olympique
- Miguel Nájera : Rafael Debaca
- Danny Goldring : John Symes
- Randall Fontana : Ed
- Alanna Ubach : Eila
- Traci Lords : la chanteuse du Media Zone
- Mara Duronslet : la jolie femme au Stade Olympique
- Karen Annarino : la journaliste de la chaîne IS
- Allen Scotti : le chirurgien

Source et légende : version française (VF) sur AlloDoublage,, et selon le carton du doublage français.
 Source et légende : version québécoise (VQ) sur Doublage.qc.ca

## Autour du film
- SID 6.7 est conçu d'après les personnalités de 183 tueurs ou personnages célèbres dont on peut voir rapidement défiler les noms. Parmi ceux-ci se trouvent :

| 1. Mouammar Kadhafi, chef d'État de la Libye 2. Idi Amin Dada, militaire et chef d'État ougandais 3. Attila, roi des tribus Huns 4. Joe Ball, tueur en série américain, dit L'homme alligator 5. Basile II, empereur byzantin 6. Elizabeth Báthory, comtesse hongroise, dite La dame sanglante de Čachtice 9. Kenneth Bianchi, tueur en série américain, dit L'étrangleur des collines 11. Billy the Kid, hors-la-loi de l'Ouest américain 13. Lizzie Borden, figure du folklore américain 16. Ted Bundy, tueur en série américain, dit Le tueur de femmes 19. David Berkowitz, tueur en série américain, dit Le fils de Sam 21. Al Capone, gangster italo-américain 23. Fidel Castro, dirigeant de Cuba 25. Nicolae Ceaușescu, homme d'État roumain 27. Andrei Chikatilo, tueur en série ukrainien, dit Le monstre de Rostov 35. Leon Czolgosz, anarchiste américain, assassin du président William McKinley 36. Jeffrey Dahmer, tueur en série américain 39. Catherine de Médicis, reine de France à l'origine du Massacre de la Saint-Barthélemy 40. Gilles de Rais, baron français, dit Barbe-Bleue 41. Marquis de Sade, écrivain français, apôtre du sadisme 42. Albert Henry DeSalvo, tueur en série américain, dit L'étrangleur de Boston 44. John Dillinger, gangster américain durant la Grande Dépression 47. Vlad III l'Empaleur, voïvode, dit Dracula 50. François Duvalier, président d'Haïti, dit Papa Doc 52. Adolf Eichmann, fonctionnaire nazi et membre des SS 57. Albert Fish, tueur en série américain, dit Le vampire de Brooklyn 59. John Wayne Gacy, tueur en série américain, dit Le clown tueur 64. Ed Gein, tueur en série américain, dit Le boucher de Plainfield 66. Vito Genovese, mafieux américain 67. Sam Giancana, mafieux américain 71. Baruch Goldstein, militant sioniste, auteur du Massacre d'Hébron 73. John Gotti, mafieux américain 76. Matthew Grimes, tueur (dans le film) de la femme et la fille de Parker Barnes 79. Fritz Haarmann, tueur en série allemand 80. John George Haigh, tueur en série britannique 82. Donald Harvey, tueur en série américain 83. Bruno Hauptmann, criminel allemand, kidnappeur et meurtrier du fils de l'aviateur Charles Lindbergh 90. Rudolf Hess, personnage majeur de l'Allemagne nazie 93. Heinrich Himmler, maître allemand de la SS 94. John Warnock Hinckley Jr., qui tenta d'assassiner le président Ronald Reagan 95. Adolf Hitler, instaurateur de la dictature totalitaire du Troisième Reich 96. Hirohito, empereur du Japon 99. Saddam Hussein, homme d'État irakien 100. Ivan IV de Russie, premier tsar de Russie, dit Ivan le terrible 101. Jesse James, hors-la-loi de l'Ouest américain | 102. Jim Jones, fondateur de la secte du Temple du Peuple 104. Jack Kevorkian, pathologiste américain partisan du suicide assisté 105. Edmund Kemper, tueur en série américain 106. Gengis Khan, empereur de l'Empire mongol 107. Jean d'Angleterre, roi d'Angleterre, dit Jean sans terre 110. Ilse Koch, bourreau allemande, dite La sorcière de Buchenwald 111. David Koresh, chef du mouvement des Davidiens 114. Peter Kürten, tueur en série allemand, dit Le vampire de Düsseldorf 115. Henri Désiré Landru, tueur en série français 116. Lénine, révolutionnaire et homme politique russe 118. Marc Lépine, tireur fou canadien, auteur de la tuerie de l'École polytechnique de Montréal 119. Lepke Buchalter, mafieux américain 122. Pedro Alonso López, tueur en série colombien, dit Le monstre des Andes 123. Henry Lee Lucas, tueur en série américain 124. Lucky Luciano, mafieux américain 125. Bruno Lüdke, tueur en série allemand 126. Nicolas Machiavel, penseur italien de la Renaissance, théoricien de la guerre 127. Charles Manson, assassin de l'actrice Sharon Tate et de quatre de ses amis 128. Salvatore Maranzano, mafieux américain 129. Marie Ire d'Angleterre, reine d'Angleterre, dite Marie la sanglante 132. Josef Mengele, médecin nazi allemand, dit L'ange de la mort 135. Benito Mussolini, homme politique italien 138. Néron, dernier empereur romain de la dynastie julio-claudienne 139. Sabri al Banna, militant palestinien, dit Abou Nidal 141. Lee Harvey Oswald, assassin de John Fitzgerald Kennedy 142. Carl Panzram, tueur en série américain 143. Thierry Paulin, tueur en série français, dit Le tueur de vieilles dames 144. Juan Perón, militaire et homme d'État argentin 146. Augusto Pinochet, militaire et homme d'État chilien 147. Francisco Pizarro, conquistador espagnol 149. Pol Pot, leader des Khmers rouges du Kampuchéa 151. Richard Ramirez, tueur en série américain, dit Le traqueur de la nuit 152. Raspoutine, mystique russe 159. Arthur Shawcross, tueur en série américain, dit Le monstre de Rochester 162. Sirhan Sirhan, assassin de Bob Kennedy 165. Joseph Staline, homme politique russe 169. Tamerlan, parent éloigné de Gengis Khan, chef de guerre 170. Edward Teach, pirate anglais, dit Barbe Noire 172. Hideki Tōjō, homme politique japonais 173. Tomás de Torquemada, moine dominicain, premier Grand Inquisiteur de l'Inquisition espagnole 177. Charles Whitman, auteur du massacre de l'Université du Texas 178. Wayne Williams, tueur en série américain 181. Aileen Wuornos, tueuse en série américaine 182. Mao Tsé-toung, homme d'État chinois 183. Chaka Zulu, fondateur de l'empire zoulou |